# NGC 6043A
NGC 6043A (другие обозначения — MCG 3-41-86, ZWG 108.109, DRCG 34-83, PGC 57019) — линзообразная галактика (SB0) в созвездии Геркулес.
Этот объект входит в число перечисленных в оригинальной редакции «Нового общего каталога».